# Бирини

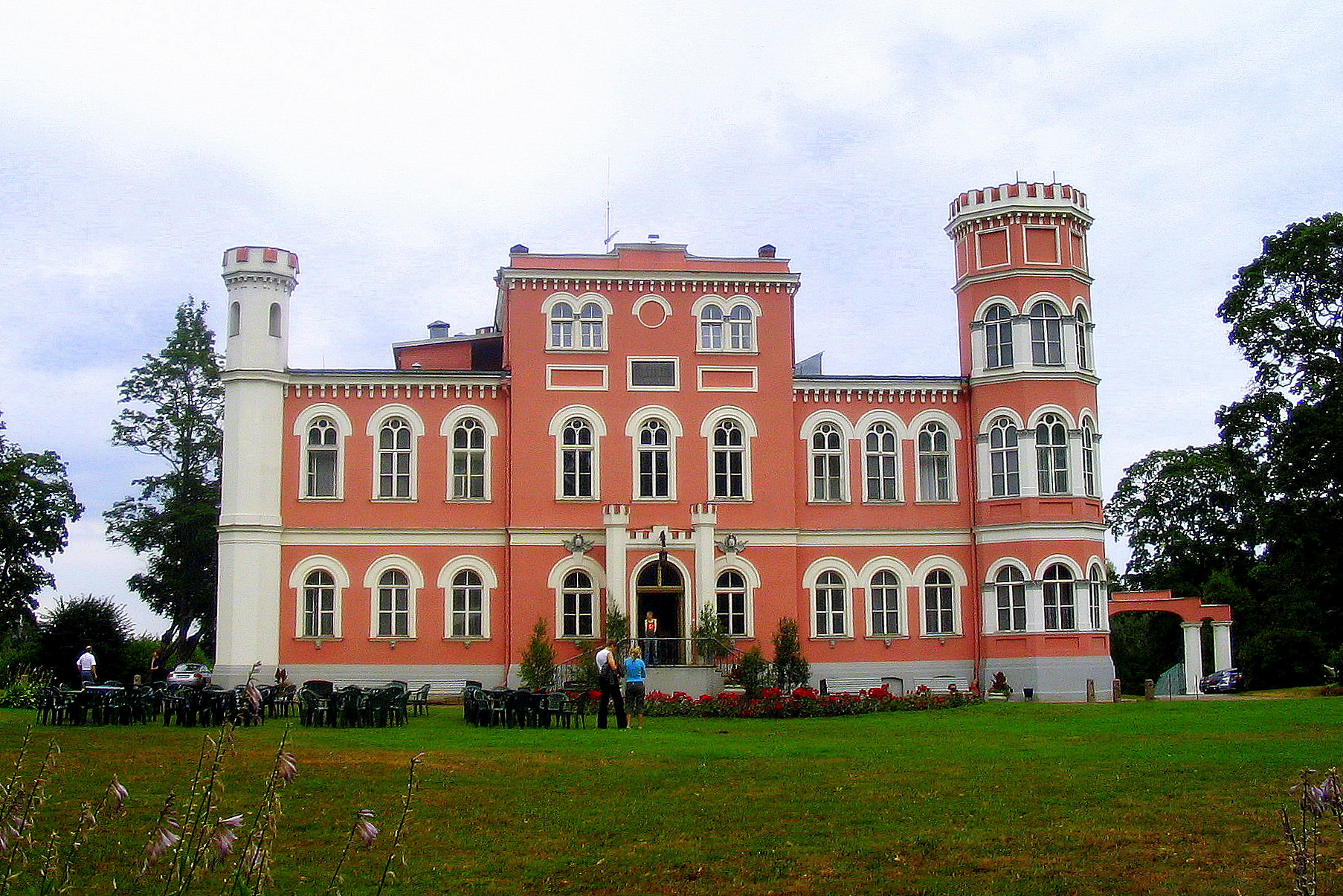
Замок Бирини

Би́рини (латыш. Bīriņi или нем. Koltzen) — населённый пункт (село) в Видрижской волости Лимбажского края в Латвии.
Находится в 32 км от районного центра Лимбажи и 54 км от Риги. Расположен на берегу одноимённого озера. По данным на 2017 год, в населённом пункте проживало 146 человек.
Рядом с населённым пунктом проходит автодорога P9 Рагана — Лимбажи.

## История
Впервые упоминается в 1568 году. Первым владельцем был Томас фон Эмбден. С 1574 по 1601 год поместьем владел Йоханнес Бюринг, отсюда и латышское название Бирини.
В XVIII веке земли приобрёл барон Карл Фридрих фон Менгден, затем владельцем стал граф Людвиг Август фон Меллин.
В середине XIX века для новых владельцев Пистолькорсов в селе была построена неоготическая усадьба Бирини.
До 1949 года Бирини были центром Биринской волости Рижского уезда, до 1962 — центром Биринского сельсовета. Позднее село входило в Видрижский сельсовет Лимбажского района. В селе располагался санаторий «Бирини» (в главном доме усадьбы).

## Достопримечательности
- Замок Бирини — памятник архитектуры национального значения.